# Collège national des gynécologues et obstétriciens français
Le Collège national des gynécologues et obstétriciens français est une société savante française fondée en 1970 par Jacques Varangot.

## Présidents
| Portrait                                                                   | Identité                                 | Période | Période | Durée |
| Portrait                                                                   | Identité                                 | Début   | Fin     | Durée |
| -------------------------------------------------------------------------- | ---------------------------------------- | ------- | ------- | ----- |
| Pas de portrait sous licence libre disponible pour Pierre Muller.          | Pierre Muller (d)                        | 1971    |         |       |
| Pas de portrait sous licence libre disponible pour Henri Serment.          | Henri Serment (d)                        | 1977    |         |       |
| Pas de portrait sous licence libre disponible pour Roger Henrion.          | Roger Henrion (d) (né en 1927)           | 1978    | 1980    | 2 ans |
| Pas de portrait sous licence libre disponible pour Georges Pontonnier.     | Georges Pontonnier (d) (1932 - 2021)     | 1987    | 1989    | 2 ans |
| Pas de portrait sous licence libre disponible pour Maurice-Antoine Bruhat. | Maurice-Antoine Bruhat (d) (1934 - 2014) | 1994    |         |       |
| Pas de portrait sous licence libre disponible pour Bernard Maria.          | Bernard Maria (d)                        | 2001    |         |       |
| Pas de portrait sous licence libre disponible pour Bernard Blanc.          | Bernard Blanc (d) (né en 1938)           | 2002    | 2004    | 2 ans |
| Pas de portrait sous licence libre disponible pour Jacques Lansac.         | Jacques Lansac (d) (1939 - 2017)         | 2005    | 2009    | 4 ans |
| Pas de portrait sous licence libre disponible pour Francis Puech.          | Francis Puech (d)                        | 2010    | 2013    | 3 ans |
| Pas de portrait sous licence libre disponible pour Bernard Hédon.          | Bernard Hédon (d) (né en 1953)           | 2013    | 2016    | 3 ans |
| Israël Nisand en 2012.                                                     | Israël Nisand (né en 1950)               | 2017    | 2020    | 3 ans |
| Pas de portrait sous licence libre disponible pour Joëlle Belaïsch-Allart. | Joëlle Belaïsch-Allart (d) (née en 1952) | 2021    |         |       |